# National Portrait Gallery (Australia)
La National Portrait Gallery d'Australia è una collezione permanente di ritratti di australiani celebri. Si trova presso la città di Canberra ed è stata istituita nel 1998. 
Dal 2008 la collezione è ospitata negli edifici della Old Parliament House di Canberra e in quelli del Commonwealth Place, nella medesima città. Nel Commonwealth Place sono conservati principalmente ritratti contemporanei e fotografici.